# Улица Карла Маркса (Владикавказ)

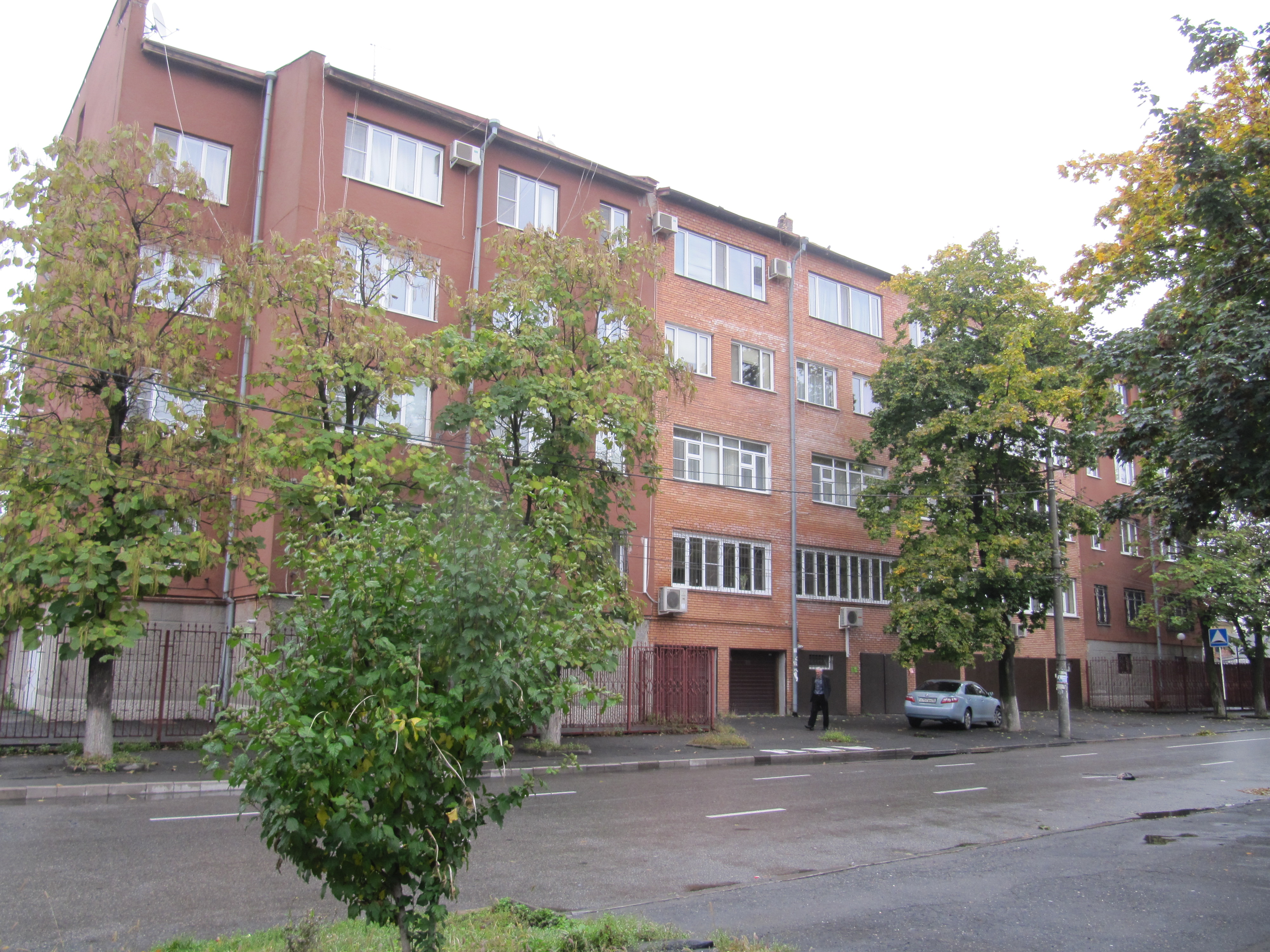
Дом № 24

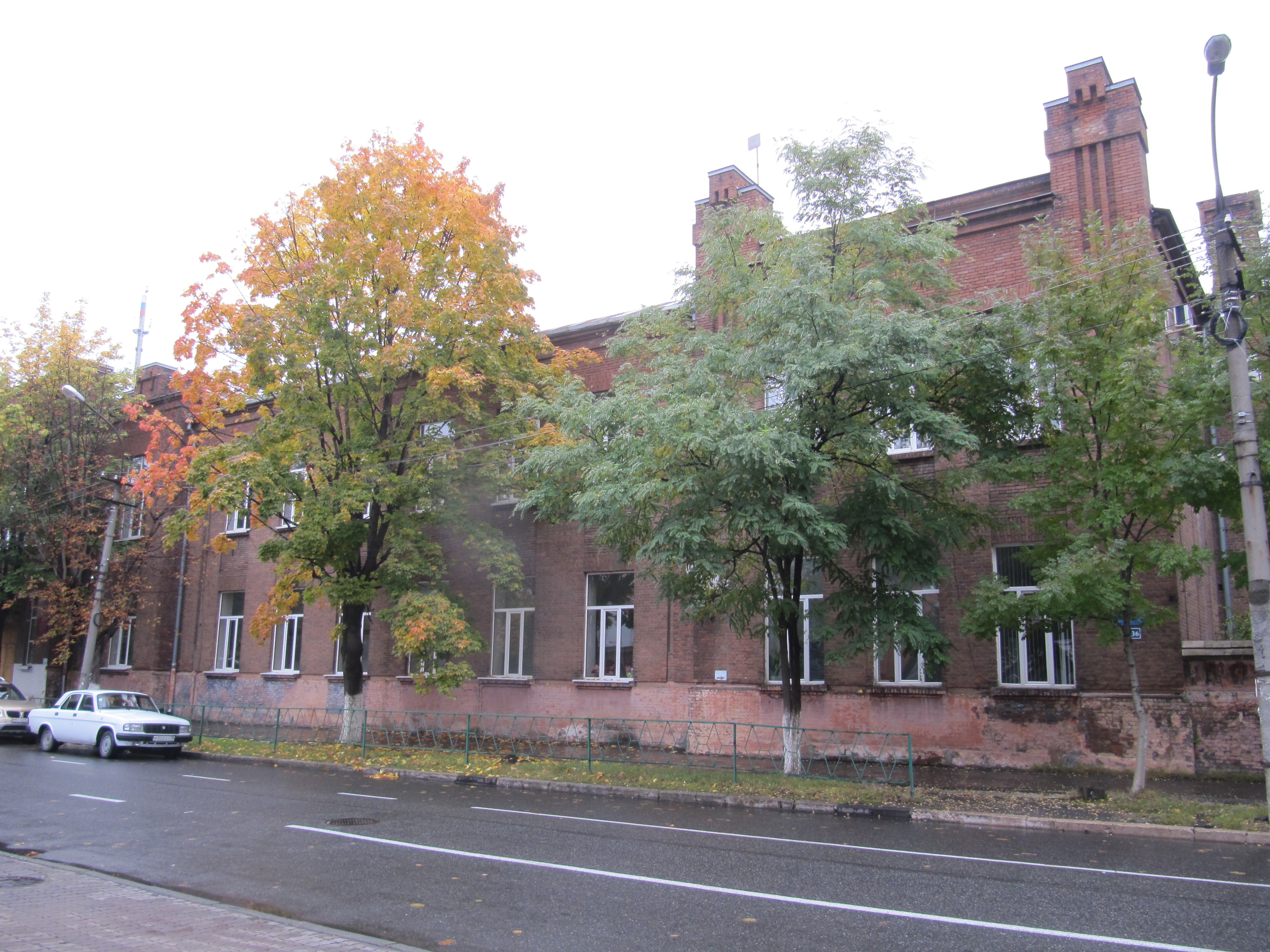
Дом № 36

Улица Ка́рла Ма́ркса — улица во Владикавказе, Северная Осетия, Россия. Улица располагается в Затеречном муниципальном округе между улицами Генерала Плиева и Слесаревской. Начинается от улицы Генерала Плиева.

## Расположение
Улицу Карла Маркса пересекают улицы Митькина, Гикало, Кубалова, Алагирская, Нальчикская, Ларионова, Пашковского, Соломона Таутиева, Островского.
С чётной стороны улицы Карла Маркса начинается переулок Макаренко.
С нечётной стороны улицы Карла Маркса заканчиваются переулки Мамисонский, Заря, улицы Весёлая, Хаджи Мамсурова и Кольбуса.

## История
Улица сформировалась в середине XIX века. Первоначально называлась Михайловской улицей в честь великого князя Михаила Романова. Упоминается под этим же названием в Перечне улиц, площадей и переулков от 1911 года.
В 1909 году на улице было построено здание 2-й женской гимназии, в котором сегодня размещается педагогический институт. В 1911 году была построена женская прогимназия, в которой с 1936 года находилась музыкальная школа. С 1960 года в этом здании действовало училище искусств, с 2000-х годов — Колледж искусств имени Гергиева. Рядом в 1994 году во дворе построено здание Музыкальной школы имени В. Гергиева.
С 1925 года улица стала называться Интернациональная улица (по другим источникам — с 1926 года). Упоминается под этим названием в Перечне улиц, площадей и переулков от 1925 года.
В 1933 году был разрушен Константино-Еленинский храм, на месте которого в настоящее время находится средняя школа № 2.
20 марта 1945 года улица Интернациональная была переименована в улицу Берии.
13 июля 1953 года улица Берии была переименована в улицу Карла Маркса.
С 1904 по 1936 годы по улице проходила трамвайная линия узкой колеи.
В 1955 году на площади перед Северо-Осетинским драматическим театром бы установлен крупный памятник осетинскому поэту Коста Хетагурову и в 2006 году — в сквере на углу улиц Карла Маркса и Пашковского памятник осетинскому просветителю Александру Кубалову.

## Объекты
Памятники культурного наследия
- д. 8/ Митькина, 14 — памятник истории. Дом, где в 1949—1958 гг. жил и умер Герой Советского Союза Александр Николаевич Юльев[9];
- д. 12/ Гикало, 13 — памятник архитектуры. Дом В. С. Рамонова[9];
- д. 19 — памятник истории. Здание школы, где в 1941—1942 гг. размещались военные госпитали ЭГ 1621 и ЭГ 32/70, где начиналось формирование 3-го полка Северо-Осетинской связной бригады народного ополчения[9];
- .д. 34/ Нальчикская, 3а — памятник архитектуры. Школа, в которой учился Герой Советского Союза В. П. Ларионов[9];
- д. 36 — памятник архитектуры. Здание бывшей 2-й женской гимназии[9];
- д. 52 — памятник истории. Дом, где в 1907—1931 гг. жил революционер, командир Красной Армии Фёдор Ефимович Тасуй[9];
- д. 62 — памятник архитектуры. Здание бывшей конторы пивоваренного завода С. И. Прохаско[9];
- д. 62/ Пашковского — памятник архитектуры. Здание бывшего пивоваренного завода Ф. И. Прохаско, одно из первых промышленных предприятий Владикавказа[9];
- д. 66 — памятник архитектуры. Здание бывшей женской прогимназии, позднее — третьей женской гимназии[9], В настоящее время в здании находится Колледж искусств имени Валерия Гергиева;
- д. 77 — памятник архитектуры. Северо-Осетинский академический театр[9].
- Памятник Коста Хетагурову — памятник монументального искусства. Авторы: архитектор И. Г. Гайнутдинов, скульптор С. Д. Тавасиев. Находится около Северо-Осетинского академического театра[9].

Другие объекты
- Дворец детского творчества «Заря»

Утраченные объекты
- Петропавловская апшеронская церковь, которая находилась на месте современного Северо-Осетинского театра, д. 77